# Emil von Barth
Emil von Barth, född 28 oktober 1996, är en svensk friidrottare och sprinter på elitnivå. 2015 fick han sitt internationella genombrott genom att ta bronset på 100 meter på tiden 10,64 vid Junior-EM i Eskilstuna. Det var första gången på 77 år som en svensk manlig sprinter tog medalj på den distansen. Under samma mästerskap ingick han i det svenska lag som vann guld på stafett 4 x 100 meter. Han tävlar nationellt för klubben Ullevi FK.
Emil von Barth deltog 2015 på 100 meter vid junior-EM i Eskilstuna. Han tog sig vidare som tvåa i sitt försöksheat med 10,58, sedan gick han också vidare som tvåa i sitt semifinalheat (10,71) varefter han kom trea och tog brons i finalen, med tiden 10,64. Han sprang också stafett 4 x 100 meter ihop med Austin Hamilton, Thobias Nilsson Montler och Gustav Kjell; det svenska laget vann guldmedalj med tiden 39,73, vilket var nytt svenskt juniorrekord.
2016 var von Barth vid EM i Amsterdam med i det svenska stafettlaget på 4 x 100 meter tillsammans med Austin Hamilton, Tom Kling-Baptiste och Johan Wissman. Laget blev dock utslaget i försöksheaten.

## Personliga rekord
| Utomhus - 100 meter – 10,47 (Skara 6 juni 2017) - 100 meter – 10,35 (medvind) (Esbo, Finland 20 augusti 2016) - 200 meter – 21,06 (Söderhamn 13 augusti 2017) - 200 meter – 20,94 (medvind) (Helsingborg 27 augusti 2017) | Inomhus - 60 meter – 6,78 (Göteborg 19 februari 2017) - 200 meter – 22,17 (Göteborg 2 februari 2013) |

### Fotnoter
1. 1 2 3  ”European Athletics U20 Championships - Eskilstuna 2015” (på engelska). european-athletics.org. http://www.european-athletics.org/competitions/european-athletics-u20-championships/history/year=2015/results/index.html. Läst 27 oktober 2017.
2. ↑  ”Stora SM 2015, dag 3”. trackandfield.se. http://www.trackandfield.se/resultat/2015/150809.htm. Läst 31 oktober 2015.
3. ↑  ”Stora SM 2017”. http://www.trackandfield.se/resultat/2017/170825_27.htm. Läst 1 oktober 2017.
4. ↑  ”Stafett-SM 2015”. smfriidrott.com. Arkiverad från originalet den 24 november 2015. https://web.archive.org/web/20151124055051/http://www.smfriidrott.com/tavling/stafett-sm-2015/resultat. Läst 31 oktober 2015.
5. ↑  ”Stafett-SM 2016”. trackandfield.se. http://www.trackandfield.se/resultat/2016/160528.htm. Läst 1 november 2016.
6. ↑  ”Stafett-SM 2017”. mai.se. http://mai.se/download/Resultatlista_Stafett-SM-2017.pdf. Läst 25 augusti 2017.
7. ↑  ”Stafett-SM 2018-05-26/27”. trackandfield.se. http://trackandfield.se/resultat/2018/180526_27.htm. Läst 5 september 2018.
8. ↑  ”Stora inne-SM 2014 dag 2, resultat”. trackandfield.se. http://www.trackandfield.se/resultat/2014/140223.htm. Läst 29 januari 2015.
9. 1 2 3 4 5 6 7  ”Personsida på IAAF:s webbplats” (på engelska). iaaf.org. https://www.iaaf.org/athletes/sweden/emil-von-barth-014548051. Läst 23 april 2018.
10. ↑  Gustavsson, Sven (17 juli 2015). ”Efter 77 års väntan: Svensk medalj på 100 meter”. Dagens Nyheter. http://www.dn.se/sport/efter-77-ars-vantan-svensk-medalj-pa-100-meter/. Läst 18 juli 2015.
11. ↑  ”Svenskar på Junior-EM (19 år)”. friidrott.se. Arkiverad från originalet den 7 februari 2017. https://web.archive.org/web/20170207005226/http://www.friidrott.se/historik/internationellt/jem19.aspx. Läst 18 juli 2015.
12. ↑  Hedman, Jonas (19 juli 2015). ”SVENSKT JEM-GULD!”. friidrott.se. Arkiverad från originalet den 27 oktober 2017. https://web.archive.org/web/20171027130622/http://www.friidrott.se/nyheter.aspx?id=18398. Läst 27 oktober 2017.
13. ↑  ”European Athletics Championships - Amsterdam 2016” (på engelska). european-athletics.org. http://www.european-athletics.org/competitions/european-athletics-championships/history/year=2016/results/index.html. Läst 9 februari 2017.
14. ↑  Hedman, Jonas (9 juli 2016). ”Inget avancemang på 4x100”. friidrott.se. Arkiverad från originalet den 11 februari 2017. https://web.archive.org/web/20170211155042/http://www.friidrott.se/nyheter.aspx?id=19761. Läst 9 februari 2017.
15. 1 2 3  ”Personsida på European Athletics' webbplats” (på engelska). european-athletics.org. http://www.european-athletics.org/athletes/group=v/athlete=138792-von-barth-emil/index.html. Läst 23 april 2018.